# Cocal dos Alves
Cocal dos Alves este un oraș în Piauí (PI), Brazilia.